# استفان روسو
استفان روسو (به انگلیسی: Stéphane Rousseau) (زاده ۱۷ سپتامبر ۱۹۶۶) بازیگر و کمدین کانادایی است.
از فیلم‌های معروف او می‌توان به بازی در فیلم آستریکس در بازی‌های المپیک اشاره کرد.